# Zero Gravity
Zero Gravity – singel australijskiej piosenkarki Kate Miller-Heidke wydany 25 stycznia 2019 przy wsparciu wytwórni Universal Music Australia. Piosenkę napisała we współpracy ze swoim partnerem życiowym i współpracownikiem, Keirem Nuttallem.

Po urodzeniu syna, Erniego, przez długi czas czułam, że straciłam swoją tożsamość (...) i czułam się zdołowana na wielu płaszczyznach. Musiało minąć kilka lat od narodzin dziecka, bym poczuła, że wracają mi siły, przejrzystość i motywacja. Odzyskałam sens tego, kim byłam wcześniej. To wspaniałe uczucie i starałam się je uchwycić, pisząc tę piosenkę.

Jak wyjaśniła Miller-Heidke, tekst piosenki opowiada o jej zmaganiach z depresją poporodową. Utwór zachowany jest w stylistyce pop opery.
W grudniu 2018 Miller-Heidke została ogłoszona przez telewizję SBS jedną z dziesięciu uczestniczek krajowych eliminacji eurowizyjnych Australia Decides, a swą konkursową piosenkę 25 stycznia 2019. 9 lutego 2019 zaprezentowała ją w finale selekcji i zajęła pierwsze miejsce, zdobywszy łącznie 135 punktów, w tym 48 pkt od jurorów i 87 pkt od telewidzów, dzięki czemu została ogłoszona reprezentantką Australię w 64. Konkursie Piosenki Eurowizji w Tel Awiwie. W finale konkursu zajęła 9. miejsce po zdobyciu 285 punktów w tym 131 punktów od telewidzów (7. miejsce) i 154 pkt od jurorów (6. miejsce).
Singel zadebiutował na 24. miejscu australijskiej listy przebojów.

## Lista utworów
Digital download
1. „Zero Gravity” – 2:57

## Notowania na listach przebojów
| Lista (2019)     | Najwyższe miejsce |
| ---------------- | ----------------- |
| Australia (ARIA) | 24                |